# 人形の墓
『人形の墓』（にんぎょうのはか）は小泉八雲の怪奇文学作品で、1897年に出版された『仏陀の国の落穂』に所載されている。

## 物語
小泉八雲の家で住み込みではたらいていた子守娘・イネが私（小泉八雲）に悲しい身の上話をするという形式で書かれている。
イネの家は建具屋をしている父と髪結いの母、印刷屋で奉公をしている兄、祖母と妹の6人家族だった。働き者の両親のおかげで何不自由のない暮らしをしていた。
ある暑い夏、それまで元気だった父がわずか1日床についただけで死んでしまった。そして父が死んだ8日後に母も突然死んでしまった。相次いだ不幸に、近所の人たちは「すぐに人形の墓を作らないといけない」と勧めた。同じ年に一家から2つの葬式を出したら、2つ並んだ墓のそばに3つ目の墓を作り、棺の中にわら人形を収めて供養をしないと、さらに不幸が続くとされていたのである。だが人形の墓は作られずじまいだった。
母の死の直前に奉公を終えた兄が一家の働き手になった。しかし母の四十七日目、仕事から帰った兄が高熱を発していきなり床についてしまった。四十九日目の朝、熱に浮かされる兄が「お母さんがそこに来ている。袖を引っぱっている」と言い始めた。母の魂が家を離れる日に、兄までも連れて行こうとしている。祖母は床を荒々しく踏みつけて、「お前が生きている間、私たちはお前をどんなに大切にしたことか! なのになぜ今、この子を連れて行こうとするのか? お前はひどいよ! ひどすぎる!」と、兄を連れて行こうとする母を泣きながら叱りつけた。だが兄はまだ「お母さんが袖を引っぱる」と言っている。夕日の沈む頃、兄は死んだ。
祖母は泣きながら、自分の作った子守歌をイネと妹に歌って聴かせた。
その年の冬、祖母も眠るように死んだ。イネと妹は別々にもらわれていき、家は絶えた。
話を終えたイネが部屋を出て行こうとする時、私（小泉八雲）は万右衛門に尋ねたいことがあるため、まだイネのぬくもりが残る座布団に座ろうとした。それを見たイネは、自分の不幸を八雲が背負い込まないよう、まだぬくもりの残る座布団をたたいた後で座ってほしいと伝える。私はそのまじないをせずに座布団に座り、万右衛門と二人で笑った。万右衛門はイネに「旦那様はお前の不幸を引き受けてくださった。旦那様は他の人の苦労を知りたいと思っておられるのだ。お前は心配しなくてもいいのだよ」と声をかけるのだった。